# CC Sabathia
Carsten Charles "CC" Sabathia (Vallejo, 21 juli 1980) is een voormalig Amerikaanse honkbalpitcher bij de New York Yankees in de Major League Baseball (MLB). Na het tekenen van een contract bij de Yankees na het seizoen 2009 werd hij de best betaalde pitcher in de geschiedenis van de MLB. In 2019 beëindigde hij zijn carriere. 
Sabathia speelde de eerste zeven en een half seizoen van zijn carrière voor de Cleveland Indians waar hij in 2007 de Cy Young Award won als beste pitcher in de American League. Vanaf de tweede helft van 2008 speelde hij voor de Milwaukee Brewers, die hij meteen naar een wild card voor hun eerste play off optreden in 26 leidde. Na dat seizoen tekende hij bij de Yankees. Sabathia staat bekend als een van de meest pitchende spelers, die gedurende zijn loopbaan ruim 200 innings per seizoen speelt.

## High school
Sabathia is geboren in Vallejo (Californië) waar hij de Vallejo High School bezocht en honkbal, basketbal en football speelde. Als tiener speelde Sabathia zomerhonkbal in het Major League Baseball-jeugdprogramma Rebuilding Baseball in Inner cities (RBI).  In zijn laatste schooljaar haalde hij met honkbal een winst-verlies score van 6–0 met een 0,77 earned run average (ERA) met slechts 14 honkslagen tegen en 82 keer drie slag in 46 2/3 innings Volgens Baseball America was hij de top prospect op high school niveau dat jaar.

## Professionele honkballoopbaan

### Cleveland Indians (2001–2008)
Sabathia werd in de eerste ronde (als 20e van alle spelers) door de Indians in 1998. Hij ontving een $1,3 miljoen tekengeld.
In 2000 werd hij geselecteerd voor het Olympisch team van de Verenigde Staten. Hij speelde wel in de voorbereiding in het pre-Olympisch toernooi in Sydney, maar niet op de Olympische Spelen zelf omdat hij werd opgeroepen door de Cleveland Indians. Hij ontving in 2000 de Lou Boudreau Award als ‘Minor League Player of the Year’ .
Sabathia had een zeer succesvolle carrière in Cleveland. In 2003 werd hij voor het eerst opgenomen in het AL All Star team, wat hij nog enkele malen zou herhalen. Zijn beste seizoen was 2007, het jaar waarin hij de Cy Young Award als beste pitcher van de American League mee naar huis mocht nemen. In de play offs dat jaar presteerde Sabathia echter niet en verloor twee keer van de Boston Red Sox.
In 2008 had Sabathia een matige start, maar herstelde zich later. Omdat de Cleveland Indians echter halverwege het seizoen al kansloos waren voor een play offs plek, werd besloten Sabathia te verkopen.
Toen Sabathia Cleveland verliet stond hij de clubhistorie op de 5e plaats in strike outs (1265) en op de 6e plaats voor strike outs per 9 innings (7448).

### Milwaukee Brewers (2008)
In de zomer van 2008 verhuisde Sabathia naar Milwaukee in ruil voor Matt LaPorta, Michael Brantley, Zach Jackson en Rob Bryson. In Milwaukee kende hij een sterke tweede seizoenshelft, waarin de ploeg de play offs haalde. Sabathia eindigde als 6e in de NL MVP verkiezing van dat jaar. Maar ook nu moest Sabathia in de play offs een nederlaag slikken, deze keer tegen de Philadelphia Phillies, die dat jaar de World Series zouden winnen.

### New York Yankees (2008–heden)
Op 18 december 2008 tekende Sabathia een 7 jaarscontract met de New York Yankees voor een totaal bedrag van $161 miljoen, wat het hoogste contract is voor een pitcher in de geschiedenis van de MLB.
In 2009, zijn eerste jaar in New York, won Sabathia de World Series. Hij eindigde het reguliere seizoen met een 19-8-score en een ERA van 3,37. In 2010 behaalde Sabathia voor het eerst 20 overwinningen in een seizoen.
In 2011 maakte Sabathia geen gebruik van een optie om zijn contract op te zeggen, maar verlengde hij zijn verblijf in New York met twee jaar extra na de afgesproken 7 jaar waar een beloning van $25 miljoen per seizoen tegenover staat.
In 2012 haalt Sabathia met de Yankees opnieuw de play offs. Hij speelt sterk in de American League Division Series waar hij de 2e en 5e wedstrijd wint tegen de Baltimore Orioles en daarin respectievelijk 8 2/3 en de volle 9 innings speelt. In de 4e wedstrijd van de American League Championship Series is hij echter kansloos tegen de Detroit Tigers, die de serie met 4-0 winnen.
In de jaren daarna nam zijn snelheid van gooien iets af en werd Sabathia ook getroffen door enkele blessures, waardoor hij in 2013 het seizoen vervroegd moest beëindigen en in 2014 zelf niet verder kwam dan 8 wedstrijden. In 2015, het seizoen waarin hij zijn 2500e strike out gooide werd ook enkel keren onderbroken door blessures, met name aan zijn rechter knie. In 2016 verbeterden zijn prestaties weer. Op 20 mei van dat seizoen maakte hij zijn 100e start als Yankee speler.
In 2017 kende Sabathia zijn beste jaar sinds 2012.Op 1 augustus 2017 maakte hij zijn 500e start in een nederlaag tegen de Detroit Tigers. Hij was pas de 2e speler in de geschiedenis met 500 starts zonder een optreden als relief pitcher in het reguliere seizoen; Tom Glavine presteerde dat eerder. 2017 was een succesvol seizoen waarin Sabathia ook in de play offs enkele belangrijke overwinningen boekte, onder andere 2 in de ALDS tegen zijn oude club, de Cleveland Indians.